# Odorrana grahami
Odorrana grahami är en groddjursart som först beskrevs av George Albert Boulenger 1917.  Odorrana grahami ingår i släktet Odorrana och familjen egentliga grodor. IUCN kategoriserar arten globalt som nära hotad. Inga underarter finns listade i Catalogue of Life.